# Virgen de la Paz (Segovia)
La Virgen de la Paz es una advocación mariana venerada en la catedral de Santa María de la ciudad de Segovia (Castilla y León).
La imagen preside el retablo mayor de la catedral. Se trata de una imagen-sagrario representando a la Virgen María en posición sedente, fechada en el siglo XIV y de estilo gótico. Su rostro y manos están realizados en marfil, mientras que el resto del cuerpo fue recubierto de plata en 1775 por Antonio Vendetti, usando 6,440 gramos del metal. La silla o trono sobre la que aparece sentada fue realizada en 1658 por los plateros madrileños Rafael González Sobera (que también realizó la custodia de la catedral) y Juan Vergara, utilizando casi 38 kilos de plata.
Fue donada por el rey Enrique IV de Castilla a la catedral, y se cree que la llevaban consigo los reyes de Castilla en las batallas.
Tuvo gran devoción por esta imagen san Alonso Rodríguez, santo jesuita nacido en la ciudad.